# Kinloch (Stati Uniti d'America)
Kinloch è un comune degli Stati Uniti d'America, situato nello Stato del Missouri, nella contea di St. Louis.